# Hermann Möchel
Hermann Möchel (* 5. Januar 1925 in Rochlitz; † 17. Februar 2007 in Kiefersfelden) war ein deutscher Skilangläufer.
Möchel, der für den SC Mannheim startete, errang bei den deutschen Meisterschaften 1951 den dritten Platz und bei den deutschen Meisterschaften 1952 den zweiten Rang mit der Staffel. Zudem wurde er im Jahr 1952 deutscher Meister im 18-km-Lauf und kam bei den deutschen Meisterschaften 1953 auf den dritten Platz über 50 km sowie jeweils auf den zweiten Rang über 15 km und mit der Staffel. In der Saison 1953/54 siegte er bei den deutschen Meisterschaften über 15 km, 50 km sowie mit der Staffel und belegte beim Saisonhöhepunkt, den Nordischen Skiweltmeisterschaften 1954 in Falun, den 61. Platz über 15 km sowie den achten Rang mit der Staffel. In der folgenden Saison wurde er erneut deutscher Meister über 15 km und 50 km. Außerdem triumphierte er über 30 km und errang mit der Staffel den zweiten Platz. Im Jahr 1956 lief er bei den deutschen Meisterschaften auf den zweiten Platz im 30-km-Lauf und bei den Olympischen Winterspielen 1956 in Cortina d’Ampezzo auf den 30. Platz im 30-km-Lauf sowie auf den zehnten Rang zusammen mit Cuno Werner, Siegfried Weiß und Rudolf Kopp in der Staffel. In der Saison 1957/58 siegte er bei den deutschen Meisterschaften letztmals mit der Staffel und belegte bei den Nordischen Skiweltmeisterschaften 1958 in Lahti den 42. Platz über 30 km.